# Dorothee Bär
Dorothee Bär (ur. 19 kwietnia 1978 w Bambergu) – niemiecka polityk, dziennikarka i działaczka samorządowa, działaczka Unii Chrześcijańsko-Społecznej (CSU), deputowana do Bundestagu, od 2025 minister badań naukowych, technologii i przestrzeni kosmicznej w rządzie Friedricha Merza.

## Życiorys
W 1996 uzyskała dyplom ukończenia szkoły średniej w Grayslake w Illinois, w 1999 zdała egzamin maturalny we Franz-Ludwig-Gymnasium w Bambergu. Następnie do 2005 studiowała nauki polityczne w Hochschule für Politik München oraz w Otto-Suhr-Institut na Wolnym Uniwersytecie Berlińskim, uzyskując dyplom berlińskiej uczelni. Była stypendystką związanej z CSU Fundacji im. Hannsa Seidla. Pracowała jako dziennikarka w prasie i radiu.
W 1992 wstąpiła do Junge Union, a dwa lata później do CSU. W 2001 weszła w skład zarządu partii. W latach 2001–2003 była przewodniczącą chadeckiej organizacji studenckiej RCDS w Bawarii, a od 2003 do 2007 wiceprzewodniczącą Junge Union w tym landzie. W latach 2008–2012 pełniła funkcję wiceprzewodniczącej młodzieżówki na szczeblu federalnym. Od 2009 do 2013 była zastępczynią sekretarza generalnego CSU W 2008 zasiała w radzie powiatu Haßberge.
W 2002 po raz pierwszy została wybrana do Bundestagu. Z powodzeniem ubiegała się o poselską reelekcję w 2005, 2009, 2013, 2017, 2021 i 2025.
W latach 2009–2013 była rzeczniczką frakcji CDU/CSU ds. rodziny, seniorów, kobiet i młodzieży. Od grudnia 2013 do marca 2018 pełniła funkcję parlamentarnego sekretarza stanu w Federalnym Ministerstwie Transportu i Infrastruktury Cyfrowej. Następnie, od marca 2018 do grudnia 2021, była ministrem stanu w Urzędzie Kanclerza Federalnego i pełnomocnikiem rządu federalnego ds. cyfryzacji. W grudniu 2021 została wiceprzewodniczącą frakcji CDU/CSU w Bundestagu, odpowiedzialną za kwestie rodziny i kultury.
W maju 2025 objęła stanowisko ministra badań naukowych, technologii i przestrzeni kosmicznej w rządzie Friedricha Merza.

## Życie prywatne
Mężatka, ma dwie córki i syna. Jest katoliczką.